# 佐藤健 (政治家)
佐藤 健（さとう たけし、1967年〈昭和42年〉10月21日 - ）は、日本の政治家、自治・総務官僚。長野県飯田市長（2期）。

## 来歴
長野県飯田市出身。長野県飯田高等学校、東京大学法学部卒業。1991年（平成3年）4月、自治省に入省。
2011年（平成23年）5月、飯田市副市長を務めた。2019年（平成31年）3月に退任し、同年4月に総務省に復帰。地方公務員共済組合連合会事務局長を務めた。
2020年（令和2年）3月31日、総務省を退職。同年4月1日、任期満了に伴う飯田市長選挙に立候補する意向を表明。同年10月18日実施の市長選挙に立候補し、現職の牧野光朗ら2候補を破り初当選した。10月28日、市長就任。
2024年（令和6年）の市長選で新人の元飯田市議会議員の新井信一郎らを破りを2期目の当選。